# 1009

1009(천구)는 1008보다 크고 1010보다 작은 자연수다.

## 수학
- 169번째 소수(素數)이자, 가장 작은 네 자리 소수다. 앞의 소수는 997, 다음 소수는 1013이다.
- {\displaystyle 1009=15^{2}+28^{2}}
  - 연속하는 두 육각수의 제곱합으로 나타낼 수 있는 수다. 이 성질을 지닌 앞의 수는 261, 다음 수는 2809다.
- 피타고라스 삼조의 빗변의 길이이다. ({\displaystyle 559^{2}+840^{2}=1009^{2}}[a])
- {\displaystyle 74^{14}-1}은 1009로 나누어떨어진다.

## 과학·기술
- NGC 1009(영어판): 고래자리 방향에 있는 나선은하.
- IBM 1009(영어판): IBM의 프론트엔드 프로세서.

## 교통
- 1009번 지방도: 경상남도 고성군 거류면에서 진주시 초전동까지 이어지는 대한민국의 지방도.
- 1009번 홋카이도도(일본어판)

## 군사
- U-1009(영어판, 독일어판): 제2차 세계 대전에 사용된 나치 독일의 군용 잠수함.

## 문화유산
- 대한민국의 보물 제1009호: 능성 쌍봉사 감역교지

## 기타
- 날짜: 10월 9일
- 연도: 1009년, 기원전 1009년

## 같이 보기
- 1000